# Charaxes brutus
Charaxes brutus (Cramer, [1779]) è una farfalla appartenente alla famiglia Nymphalidae, diffusa nelle zone tropicali dell'Africa.

## Descrizione
L'apertura alare varia tra gli 8 e i 10 centimetri. La parte superiore delle ali è di colore scuro, mentre la pagina inferiore presenta disegni notevolmente colorati.

## Biologia
Le larve  si nutrono di Grewia spp, Entandrophagma delevoi, Trichelia dregeana, Blighia unifugata e Ekebergia capensis.

## Tassonomia
Descritta da Cramer nel 1779, ne vengo oggi riconosciute 4 sottospecie:
- Charaxes brutus alcyone   (Stoneham, 1943)
- Charaxes brutus angustus   (Rothschild, 1900)
- Charaxes brutus natalensis   (Staudinger & Schatz, 1886)
- Charaxes brutus roberti   (Turlin, 1987)